# Dosis
Die Dosis (Plural Dosen, abgekürzt D; von altgriechisch δόσις dósis „Gabe“; entsprechende, zugemessene Arzneimenge) bezeichnet in der Biologie, Medizin und Pharmazie die (meist kleine) Menge eines Stoffes (Pharmakologie, Toxikologie), eines Pathogens (Infektiologie) oder einer Strahlung (Radiologie, Nuklearmedizin, Strahlentherapie), die einem Organismus zugeführt wird.

## Pharmakologie
Als Dosierung bezeichnet man die Dosis eines Medikaments, die im Rahmen einer Therapie zu verabreichen ist. Die Effektivdosis (ED), auch Wirkdosis oder Therapeutische Dosis genannt, ist diejenige Dosis eines Wirkstoffs, die bei einem Individuum die erwünschte therapeutische Wirksamkeit zeigt. In einer Dosis-Wirkungs-Kurve zeigt sich deren Zusammenhang. Untersucht man die therapeutische Wirksamkeit an vielen Individuen, so kann die Dosis ermittelt werden, die bei 50 % der Individuen den erwünschten Effekt (z. B. eine Senkung des arteriellen Blutdrucks auf Normalwerte) erzeugt. Diese Dosis wird dann ED50 genannt. Entsprechend ist die ED95 die Dosis, die bei 95 % der Individuen den erwünschte Wirkung erzielt. Der NOEL zeigt die höchste Dosis ohne einen Effekt an. Der NOAEL ist die höchste Dosis ohne Nebenwirkungen. Darüber beginnt der Bereich der toxischen Dosis. Der Quotient aus Letaldosis und Effektivdosis bestimmt die therapeutische Breite eines Pharmakons. Die Äquivalenzdosis ist jene Dosis eines Medikaments, die einer bestimmten Dosis eines ähnlichen Medikaments in der Wirkung entspricht.
Abhängig von den pharmakokinetischen Eigenschaften eines Arzneimittels verteilt sich die verabreichte Initialdosis oder Aufsättigungsdosis in den verschiedenen Kompartimenten des Organismus (Blut, Gewebe, Liquor etc.). Mit der Verabreichung beginnt auch die Elimination des Arzneistoffs. Um eine therapeutische Konzentration aufrechtzuerhalten, muss man daher fortlaufend oder in regelmäßigen errechneten Abständen eine Erhaltungsdosis applizieren.
Bei fortdauernden Therapien wird in der Verschreibungspraxis die Menge auf ein zeitliches Intervall angegeben (Beispiel: 1500 mg Amoxicillin täglich in drei Einzeldosen zur Behandlung einer Angina tonsillaris). In manchen Situationen (etwa bei Zytostatika oder in der Pädiatrie) wird die Dosis auf das Körpergewicht oder auf die Körperoberfläche bezogen.
Eine Dosisanpassung oder eine Veränderung der Zeit zwischen der Gabe von Einzeldosen (Dosierungsintervall) kann erforderlich sein, wenn ein Patient Störungen in der Organfunktion hat, welche erforderlich ist, um das Medikament abzubauen oder auszuscheiden. Gelegentlich ist eine Einschleichung und eine Ausschleichung notwendig, um die Effekte der Zugabe eines Stoffes oder deren Absetzung zu mildern. Eine Dosisanpassung ist auch notwendig, um die erforderliche Dosis bis zum gewünschten Effekt zu finden. Eine solche Einstellung ist beispielsweise bei der Insulintherapie oder bei der Behandlung eines Bluthochdrucks notwendig.

## Toxikologie
In der Toxikologie sowie der Ökotoxikologie wird die Toxizität von Stoffen im Zuge einer Toxizitätsbestimmung ermittelt. Eine toxische Wirkung kann prinzipiell jedes Organsystem betreffen und ist im Fall eines pharmakologischen Wirkstoffes von der erwünschten Wirkung abzugrenzen. Die toxische Dosis (TD) ist die Dosis, bei der eine oder mehrere toxische Wirkungen erzeugt werden. Da nicht alle Individuen gleich empfindlich auf toxische Substanzen reagieren, wird in der Regel die TD mit einer Ziffer verknüpft, die die Prozentzahl der von einer toxischen Wirkung betroffenen Individuen benennt. So ist die TD10 die Dosis, die bei 10 % der behandelten Individuen einen (aber nicht unbedingt bei allen Individuen denselben) toxischen Effekt auslöst. Bei TD50 sind die Hälfte der behandelten Individuen betroffen. Als dosis letalis (LD oder DL) versteht man die Stoffmenge, die zum Tod eines Lebewesens führt. Die übliche verwendete Größe ist die dosis letalis 50 % oder auch mittlere letale Dosis (LD50 oder DL50) bei der die Hälfte einer Population von Versuchsorganismen sterben. Die geringste bekannte toxische Dosis liegt unterhalb der TD50 und die geringste bekannte letale Dosis liegt unterhalb der LD50.
Die Toxizität ist in der Regel abhängig von der Menge bzw. der Konzentration eines Stoffes und Stoffe entfalten ihre schädliche Wirkung erst, wenn sie das biologische System in einer genügend hohen Menge erreichen. Populär wurde für diese Erkenntnis das Zitat von Paracelsus: „Alle Ding’ sind Gift und nichts ist ohn’ Gift; allein die Dosis macht, dass ein Ding kein Gift ist.“ So ist z. B. Spinat nicht gefährlich, könnte aber, falls man davon in kurzer Zeit 5 kg bzw. mehr isst, zu Nierenschäden führen. Dieses Prinzip bietet auch die Basis für öffentliche Gesundheitsstandards, die maximal zulässige Konzentrationen von Kontaminationen im Essen, Wasser und Umwelt festlegen. Allerdings kann dieses Prinzip versimpelt angewendet auch Irreführungen verursachen (so wird der Ausdruck etwa auch sehr oft in der PR verwendet um die Wirkung von Schadstoffen in Produkten als möglichst gering darzustellen). Das Verhältnis von Dosis und Wirkung ist nicht linear (ein Fünftel der Dosis hat nicht unbedingt nur ein Fünftel der Wirkung) und unterscheidet sich je nach Chemikalie. Einige Stoffe haben bei deutlich geringer Dosis auch eine deutlich geringere Wirkung (etwa beim Spinat-Beispiel), während einige Gemische auch bei deutlich geringer Dosis noch ähnlich starke toxische Wirkungen aufweisen. Daneben gibt es auch einige Stoffe für die das Prinzip nicht gilt und sich die Wirkung je nach Dosis gänzlich unterscheidet (nicht nur schwächer oder stärker wird).
Neben der Höhe hängt die Wirkung der Dosis zudem davon ab, ob die entsprechende Dosis einmal oder langfristig aufgenommen wird (so dass z. B. geringe Verunreinigungen in Gewässern und Lebensmitteln größere chronische Wirkungen haben können). Diese Umstände erschweren im Umwelt- und Gesundheitsschutz die richtige Einsetzung von Grenzwerten, da oft nur Wirkungswerte von einigen Dosierungen vorliegen.

## Strahlenschutz
Im Strahlenschutz beschreibt man mit der Strahlendosis die Aufnahmemenge ionisierender Strahlung. Dosisleistung ist die Dosis pro Zeiteinheit (Sekunde, Minute). Die Strahlendosis wird in Ionendosis, Energiedosis und Kerma unterschieden. Die Toleranzdosis ist die höchste Dosis ohne irreparable Schäden.

## Infektiologie
Bei Pathogenen beschreibt die Infektionsdosis die bei einer Infektion zugeführte Dosis an Krankheitserregern, sie kann über der minimalen Infektionsdosis liegen.